# Deckard Shaw
Deckard Shaw è un personaggio immaginario della saga di Fast & Furious; è interpretato da Jason Statham. Il personaggio esordisce come antagonista in un cameo nella scena dopo i titoli di coda del sesto film e mantiene il ruolo di antagonista principale nel settimo; a partire dall’ottavo diviene personaggio di supporto e, nello spin-off Hobbs & Shaw, protagonista insieme a Dwayne Johnson, interprete di Luke Hobbs.

## Biografia
Deckard è il maggiore dei fratelli Shaw, ed è cresciuto tra le strade di Londra con l'irruento e irresponsabile fratello Owen e, la sveglia, intelligente, bella e temeraria sorella Hattie. I tre creavano spesso simulazioni di derapate, truffe o rapine, soprannominando i colpi con dei nomi in codice del quale uno era "Keith Moon". 
Deckard è un uomo che vuole stare lontano dal conflitto ma è disposto a fare letteralmente qualsiasi cosa per salvare i suoi amici e le persone a cui tiene da qualsiasi pericolo, soprattutto la famiglia. Una volta maggiorenne, Deckard entrò a far parte dell'agenzia di spionaggio MI6, raggiungendo col tempo il grado di capitano: come tale, compì varie azioni eroiche in molte zone del mondo devastate da conflitti e, per tali azioni, venne addirittura premiato con la Victoria Cross. Per le sue enormi doti nel campo tattico e combattivo, venne avvicinato dall'organizzazione Eteon, una folle task force scientifica segreta fautrice di esperimenti sugli esseri umani, insieme al suo partner Brixton Lore (che era come un fratello per lui in passato). Tuttavia, quest'ultimo ha prestato servizio al fianco di Deckard, in particolare a Kandahar e in Afghanistan. La sua visione del mondo e la sua prospettiva sono cambiate dopo innumerevoli missioni. La sua apatia verso l'umanità e le sue azioni lo portarono ad essere reclutato da Eteon, che gli chiese di reclutare anche Deckard. Quando ha tentato di arruolare il suo collega agente, Deckard ha rifiutato e a Brixton è stato ordinato di uccidere Deckard per impedirgli di parlare. Deckard, su ordine dell'MI6, ha piantato una pallottola nella testa di Brixton, credendo di averlo ucciso. 
Per le sue grandi capacità nel campo dello spionaggio, venne contattato dalla cyberterrorista Cipher, che gli commissionò il furto di un letale dispositivo in grado di mettere in ginocchio intere nazioni: il Nightshade. Al rifiuto di Deckard, Cipher si rivolse al suo fratello teppista e violento Owen (ex Maggiore del corpo speciale dell'Esercito Britannico SAS) che, invece, accettò, e si scontrò con la squadra di Dominic Toretto e con l'agente Luke Hobbs, venendo ridotto in fin di vita (nel sesto film).

### Fast & Furious 6(2013)
Deckard compare nella scena dopo i titoli di coda di questo film (che si ricollega a quanto avvenuto in The Fast and the Furious: Tokyo Drift), nella quale si scopre che è lui il colpevole della morte di Han Lue, caro amico nippo-americano di Dominic Toretto.

### Fast & Furious 7(2015)
Un piccolo salto indietro fa comprendere che Shaw, infuriato con la squadra di Dom per aver quasi ucciso suo fratello Owen, si è scontrato con l'agente Hobbs per ottenere informazioni circa il team di Toretto, ferendo gravemente il federale; è grazie a tali informazioni che ha rintracciato Han e lo ha ucciso: nello stesso istante, fa pervenire un pacco bomba a casa dei Toretto, e per poco non uccide Dom, la sorella Mia, il cognato Brian O'Conner e il nipotino Jack. Per via di tale attentato e per vendicare la morte di Han, Dom e Brian rimettono insieme la squadra, scontrandosi con Shaw dapprima in Georgia e poi ad Abu Dhabi; per farsi aiutare nel suo scontro col team di Toretto (il quale è supportato dall’agente della CIA "Sig. Nessuno"), Deckard si allea con dei terroristi che hanno rapito la geniale informatica Ramsey, creatrice dell'Occhio di Dio (un sistema informatico in grado di rintracciare chiunque sul pianeta). Il combattimento finale col team si svolge a Los Angeles: dopo vari inseguimenti, durante i quali la squadra di Dominic si libera dei terroristi e debella l'Occhio di Dio con l’aiuto della liberata Ramsey e del ripresosi Hobbs, Deckard si scontra con Dom, venendo sconfitto. Infine, viene arrestato da Hobbs, che lo rinchiude in un carcere di massima sicurezza.

### Fast & Furious 8(2017)
Mentre sta scontando la sua pena, nella cella accanto alla sua viene incarcerato proprio Hobbs, incolpato del fallito tentativo di recuperare una bomba EMP caduta nelle mani di Cipher, la cyberterrorista che aveva corrotto suo fratello Owen. Grazie a uno stratagemma del "Sig. Nessuno", entrambi vengono liberati e fatti riunire alla squadra di Toretto: il loro aiuto è essenziale proprio perché Dom si è misteriosamente schierato dalla parte di Cipher e Deckard accetta, riluttante, di far parte del team per vendicarsi di lei, indirettamente responsabile della situazione di ricercati in cui sono finiti lui e il fratello. Il team si scontra con Dom a New York, dove si trova per conto di Cipher; qui, Deckard viene ucciso da Toretto: in realtà, ciò si rivela uno stratagemma orchestrato da Dom e dalla madre di Shaw, Magdalene, per fare in modo che lui e Owen (liberato) possano fare irruzione sull'aereo di Cipher e salvare il figlio di Dom ed Elena Neves, poi uccisa da Connor Rhodes, il braccio destro della terrorista. Per salvare il bambino, però, Deckard è costretto a farsi sfuggire Cipher, che si dà alla macchia. Il film si conclude con Deckard che restituisce a Dom suo figlio e, malgrado i loro trascorsi, viene accolto nel team.

### Fast & Furious - Hobbs & Shaw(2019)
In questo spin-off della saga, Shaw, spinto dalla madre incarcerata Magdalene, riallaccia i contatti con sua sorella Hattie, nel frattempo entrata nel MI6 come lui, scoprendo che è accusata di aver rubato una pericolosissima arma batteriologica nota come "Fiocco di neve". Sulle tracce della sorella, viene messo dalla CIA anche Hobbs, con cui Deckard è costretto nuovamente a collaborare, scoprendo che Hattie si è impossessata del siero, iniettandoselo, solo per metterlo al sicuro da Brixton Lore, il vecchio partner di Deckard che, sebbene dato per morto, era in realtà stato geneticamente modificato dalla Eteon, un'organizzazione criminale invisibile, tecnologicamente avanzata e che lo ha messo in cattiva luce per anni. Per estrarre il siero dalla sorella, Shaw chiede aiuto a Margarita, una sua vecchia fiamma a Mosca, e i tre scoprono che il macchinario per l'estrazione è proprio nel covo di Brixton, in Ucraina: intrufolatisi lì, i tre riescono a recuperare il marchingegno, che però rimane danneggiato nella distruzione del laboratorio. Si recano, quindi, nelle Samoa, presso la famiglia di Hobbs, con cui egli ha rapporti burrascosi per averli abbandonati; messe da parte le incomprensioni passate, si mettono al lavoro per riparare la macchina e per affrontare le truppe di Brixton, grazie alla conoscenza che Shaw ha delle sue tattiche. Brixton giunge il mattino dopo e, dopo lunghi inseguimenti, Shaw e Hobbs fanno finalmente squadra e riescono a sconfiggere il terrorista.
Nelle scene durante i titoli di coda, Deckard e Hattie fanno finalmente visita alla madre in carcere, decidendo di farla evadere. Hobbs riceve una chiamata dal suo partner, Locke, che era entrato in una struttura e ha scoperto un altro virus peggiore del "Fiocco di Neve"; Hobbs ha anche messo la polizia sulle tracce di Deckard a Londra con la falsa identità di "Hercule Stret".

### Fast & Furious 9 - The Fast Saga(2021)
Nella scena dopo i titoli di coda del film, Deckard Shaw è in una palestra che prende a pugni e calci un sacco boxe, che ha all'interno un criminale russo. Sentendo bussare alla porta, Deckard aprendola scopre che si tratta di Han, rimanendo scioccato dal fatto che l'uomo sia ancora vivo, poiché l'aveva creduto morto nell'esplosione dopo essersi schiantato con la sua auto contro di lui a Tokyo (in Tokyo Drift).

### Fast X(2023)
Dopo lo shock iniziale nel rivedere Han vivo e credendo che sia tornato per vendicarsi, Deckard inizia a picchiarlo; tuttavia i due si vedono costretti a collaborare per respingere l'assalto degli agenti dell'Agenzia venuti ad arrestare o uccidere la squadra di Dom.
Dopo averli sconfitti, Deckard rimane comunque riluttante all'idea di aiutare la squadra, ma cambia idea quando scopre che Dante Reyes ha posto una taglia anche su sua madre Queenie (in quanto ha aiutato in passato Toretto e il suo team); così, dopo aver fornito loro l'equipaggiamento necessario e un passaggio per il Portogallo, parte per trovare sua madre prima che sia troppo tardi.

## Caratterizzazione

### Abilità
Essendo un capitano del Secret Intelligence Service, Shaw è un esperto di spionaggio e ha un'altissima preparazione atletica, nell'arte marziale, con le armi da fuoco, armi bianche, con le auto e le motociclette. Le sue armi migliori sono la freddezza e risolutezza a portare a termine i "lavori", dimostrando un'elevata tolleranza al dolore, e persino in grado di tener testa a Luke Hobbs e Dominic Toretto. Al contrario del fratello minore Owen, Deckard è un combattente nato e che usa anche mezzi poco leali per raggiungere i suoi scopi, ma nonostante tutto ha un codice morale e tiene molto alla famiglia. Usa intenzionalmente una ristretta di espressione facciale, il lato misterioso della sua persona, la sua determinazione e la sua calma perenne. È considerato il sicario più ricercato al mondo. Deckard ha agito sempre da solo nelle sue imprese da mercenario, senza mancare mai il suo bersaglio. Conosce come Dominic Toretto il parkour ed è un esperto hacker.

### Famiglia
- Padre † (nome sconosciuto, menzionato in Fast & Furious 7[2])
- Magdalene "Queenie" Ellmanson~Shaw (madre)
- Owen G. Shaw (fratello minore)
- Harriet "Hattie" Shaw (sorella minore)
- Figlia innominata (avuta dall'ex moglie)
- Ex moglie (nome sconosciuto, scritto nel fascicolo di Shaw in Fast & Furious 8)
- Margarita "Madame M" Palicki (amante)